# Adelardo Cattaneo
Adelardo Cattaneo (Lendinara, 1122 – Verona, 24 augustus 1225) was kardinaal (1185-1225) van de Roomse Kerk, alsook bisschop van Verona (1188-1214) in het Heilige Roomse Rijk. Hij was de eerste bisschop van Verona met een kardinaalshoed. Zijn naam als bisschop was Adelardo II.
Daarnaast was hij pauselijk legaat in Parijs en Londen en ging hij als dusdanig op Derde Kruistocht. Hij maakte de groeiende macht en rijkdom mee van de stad Verona, gevolgd door de ruziënde fracties van pausgezinden of Welfen en keizersgezinden of Ghibellijnen in Verona en elders in Noord-Italië. Hij bouwde het bisdom Verona uit met parochies en kloosters in parallel met de zich uitbreidende stad.

## Levensloop

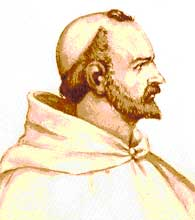
Paus Lucius III interesseerde zich in het werk van kanunnik Adelardo

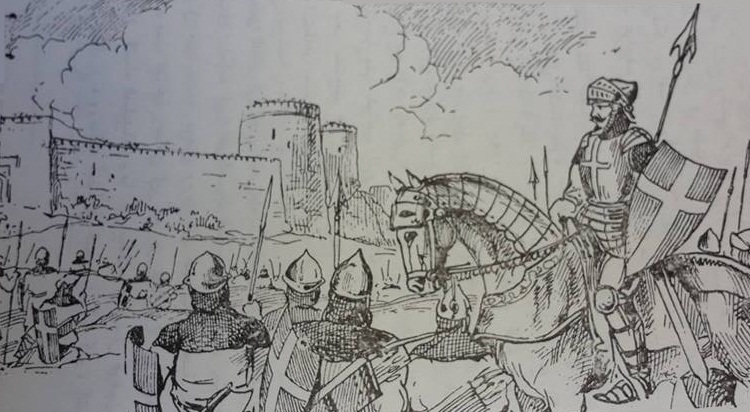
Beleg van Akko (1189-1191)

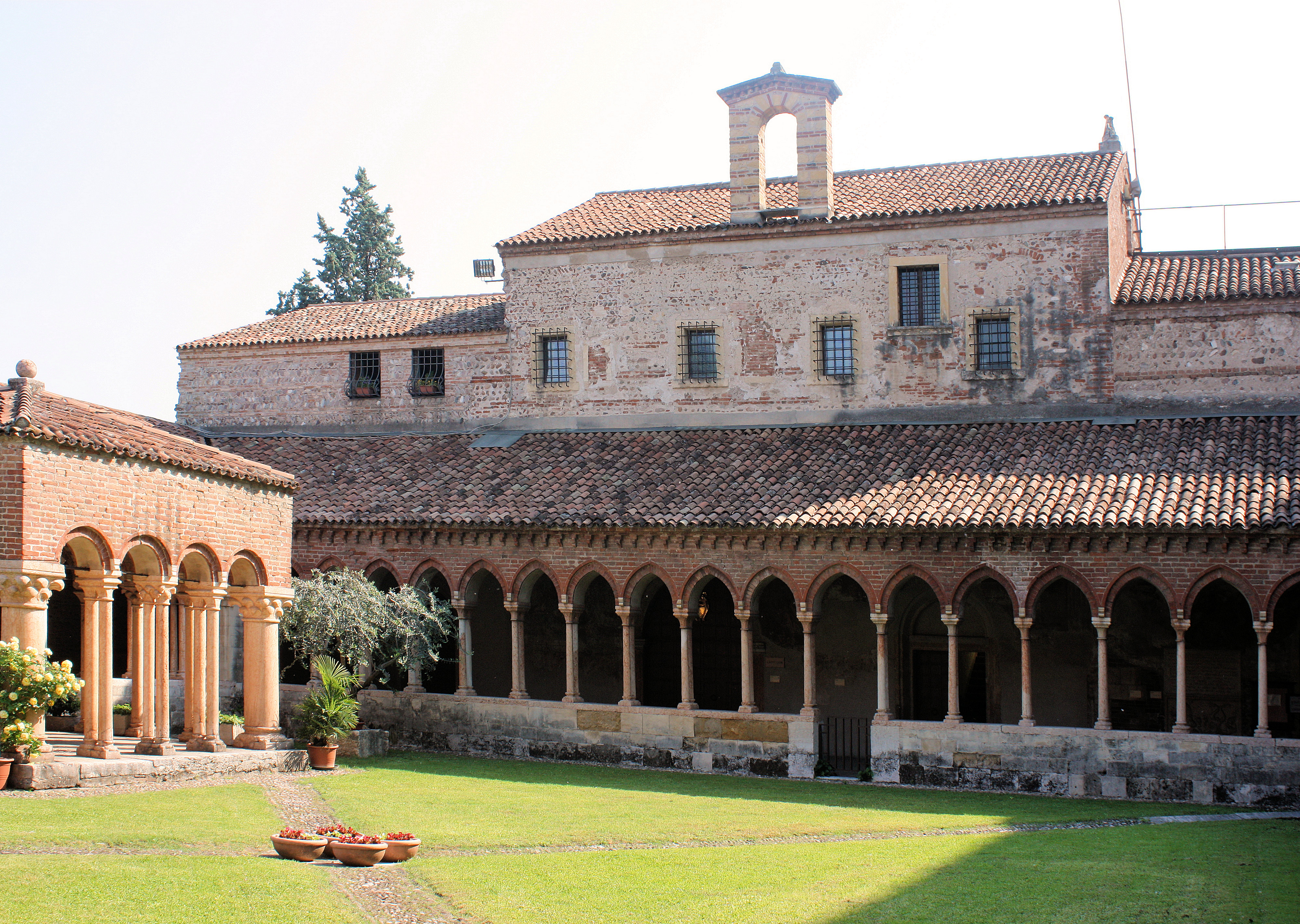
Abdij van San Zeno, Verona, Italië

Adelardo was een telg van de familie Cattaneo, die ook bekend was als de familie De Lendinara, een familie van grootgrondbezitters in de buurt van Verona. Een alternatieve theorie is dat hij behoorde tot de familie Aleardi, een familie van poorters in Verona.

### Jonge kanunnik
Adelardo werd priester gewijd in Verona en werkte als kanunnik in het kapittel van de kathedraal. Hij werd bevorderd tot directeur van de priesterschool/muziekschool. In dit ambt viel hij op door zijn theologisch studiewerk. Paus Lucius III was aangetrokken door de faam van Adelardo. In 1184 hield Lucius in Verona een concilie, bijgewoond door hoogwaardigheidsbekleders van het Heilige Roomse Rijk. In de bul Ad Abolendam veroordeelden ze alle ketterbewegingen. 

### Kardinaal en bisschop van Verona
Een jaar later keerde Lucius III terug naar Verona (1185), aangezien Arnold van Brescia hem uit Rome verdreven had. In Verona organiseerde Lucius III een consistorie waarin hij Adelardo tot kardinaal bevorderde. Adelardo kreeg de titelkerk van San Marcello al Corso in Rome, een kerk waar Adelardo nooit zou komen. Lucius III stierf ditzelfde jaar in Verona. Het conclaaf dat paus Urbanus III tot nieuwe paus verkoos, vond uitzonderlijk plaats in Verona (1185). Adelardo werd een vertrouweling van Urbanus III en zijn zegel is terug te vinden op akten van Urbanus III. Adelardo volgde Urbanus III op diens verhuis naar Ferrara, waar Urbanus III stierf (1187). In Ferrara wenste Urbanus III de Derde Kruistocht te prediken, doch dit werd afgebroken door zijn overlijden.
Een jaar later, na de dood (1188) van Riprando, de bisschop van Verona, verkoos het kapittel van Verona Adelardo tot hun bisschop. Adelardo reisde naar Verona waar hij tot bisschop Adelardo II gewijd werd.
Uiteindelijk was het paus Clemens III die de Derde Kruistocht lanceerde. Hiertoe moest Adelardo naar Parijs en Londen reizen als pauselijk legaat; hij deed dit samen met kardinaal-bisschop Enrico van Albano en de kardinaal-bisschop van Anagni. Zij konden respectievelijk koning Filips II en koning Hendrik II overtuigen om militair en financieel bij te dragen. Het waren uiteindelijk Filips II en Richard Leeuwenhart die op kruistocht vertrokken, samen met talrijke andere vorsten.
Adelardo reisde naar het Heilig Land op een van de schepen die de Venetianen verhuurden voor de kruistocht (1189). Adelardo was 67 jaar. Een militie van Veronezen vergezelde hem. Kardinaal-bisschop Adelardo had van de paus de functie gekregen van pauselijk legaat in het Heilig Land. Zo verbleef hij twee jaar nabij Akko tijdens het Beleg van Akko (1189-1191). Nadien keerde hij naar Verona terug voor een actieve carrière als bisschop.
Van 1191 tot 1214 bouwde Adelardo het bisdom uit. Adelardo ontving van de paus talrijke gunsten; hij kreeg vele rechten om parochies op te richten en de kloosters te steunen. De stad Verona kende een bloei en zocht naar autonomie in het Heilige Roomse Rijk. Adelardo bemiddelde regelmatig tussen Italiaanse steden op vraag van paus Innocentius III. Innocentius III gedroeg zich als een machtige vorst in Italië en het Heilige Roomse Rijk. Ondanks de macht van kardinaal-bisschop Adelardo en de steun van de paus, moest Adelardo toch inbinden waar het stadsbestuur haar rechten deed gelden. Regelmatig trokken de Welfen en Ghibellijnen gewapend tegen elkaar op. Adelardo wenste zich boven beide fracties te positioneren doch politiek werd hij gezien als een Welf, een pausgezinde.

### Emeritus
In 1214 trad Adelardo af als bisschop van Verona. Adelardo was 92 jaar en te vermoeid voor politieke discussies in Verona en Noord-Italië. Hij droeg wel nog de kardinaalshoed doch had geen titelkerk meer in Rome. Het klooster waar hij zich terugtrok was de San Zeno naast de kathedraal van Verona. Doch paus Honorius III gunde hem geen rust. In 1223 – Adelardo was 101 jaar – werd hij naar de abdij van San Vito gestuurd in Badia Calavena, nabij Verona. Samen met twee abten moest hij een visitatie doen en de regel van Benedictus herstellen in deze abdij. Toen zijn opvolger Norandino, bisschop van Verona, ziek was, moest Adelardo de priesterwijdingen doen. Aan de leeftijd van 103 jaar stierf Adelardo.
Hij werd begraven in de kathedraal van Verona en herbegraven in 1642 naast het hoofdaltaar. In 1873 werd zijn sarcofaag verplaatst naar de kloostergang van San Zeno.
- Gemeinsame Normdatei: 119449773
- Virtual International Authority File: 30347000